# Mah-nà mah-nà
«Mah Nà Mah Nà» es una canción popular compuesta por el italiano Piero Umiliani. Ha sido un éxito en diversos países del mundo, incluyendo los Estados Unidos en 1968-1969 donde logró ubicarse en el número 55 del Billboard Hot 100.
En la fonética española se interpretaría como: Maná, Maná. La letra de la canción carece de significado en sí, solamente está construida con palabras sin sentido alguno, a la manera de scat. La versión original interpola melodías de la Rapsodia Sueca ("Midsommarvaka" ("Midsummer Vigil")) de Hugo Alfvén, "Santa Lucía", "Boogie Woogie Bugle Boy". "Lullaby of Birdland" y otras.

## Historia
Mah Nà Mah Nà debutó como parte de una banda sonora de Umiliani para el filme softcore "Svezia, Inferno e Paradiso" (Suecia, infierno y paraíso) (1968), un pseudodocumental acerca de la actividad sexual salvaje y otros comportamientos en Suecia (Mahna mahna acompañó a la escena filmada en la sauna). El disco con la banda sonora de la película fue lanzado en 1968 bajo el mismo nombre.
En 1969 el cantautor Henri Salvador grabó una variación del mismo tema titulada, "Mais Non, Mais Non" (Pero no, Pero no), con letra en francés sobre la melodía de Umiliani.
La canción se volvió familiar para muchos a raíz de la interpretación que Los Muppets hicieron en su conocido show, transmitido por televisión nacional el 19 de noviembre de 1969. Mahna mahna, fue interpretada en el Show de Ed Sullivan por un Muppet que sólo era conocido como Mahna Mahna y los Snowths. También fue interpretada en 1969 en Sesame Street por un personaje que después sería conocido como Bip Bippadotta, junto a dos chicas Muppet sin identidad definida.
Durante la temporada de 1969-70 de "The Red Skelton Show" se usó la música de Umiliani como música de fondo para un sketch o broma recurrente. Por otro lado, fragmentos silenciosos fueron empleados de fondo para escenas en donde algunos personajes disfrazados de habitantes de la luna tomaban los equipos dejados en la luna por los astronautas del Proyecto Apolo.
En 1973, se lanzó una versión de Mahna mahna para sintetizador Moog, que fue grabada en el álbum More Hot Butter de la banda Hot Butter, quienes ya eran conocidos por su tema de música electrónica Palomitas de maíz. Dicho álbum fue relanzado en el año 2000.
En 1976, el primer episodio del Show de los Muppets en ser grabado, teniendo como primera invitada a Juliet Prowse, usó Mahna Mahna en su primer sketch, usando la versión interpretada por Mahna Mahna y los Snowths. Como resultado, la grabación original de Piero Umiliani se convirtió en un éxito en el Reino Unido, donde también la versión del soundtrack del show de Los Muppets logró el primer lugar en los charts.

## Otras versiones

### Versiones de los Muppets
- Dentro del regreso de los Muppets a través del programa "Muppets Tonight" (1996-1998), se presentó una parodia del tema utilizando la palabra "Phenomenon" (fenómeno), cuya fonética en inglés se adaptaba al nombre original, en un sketch donde actuaron la Kermit the Frog y la actriz Sandra Bullock
- Los Muppets filmaron una nueva versión de la canción para una organización altruista en Nueva Zelanda llamada CanTeen, al presentar una nueva versión de "Mahna mahna"; la voz del muñeco fue provista por Bill Barreta y la letra fue cambiada a "Bandanana" convirtiéndose en "La semana Bandanana"

### Otras versiones
- La canción fue interpretada por el comediante egipcio Samir Ghanem al decir "Ana ayes anam" (Quiero dormir) (1990)
- Ismael Rivera grabó una versión en salsa en el trabajo discográfico "Esto fue lo que trajo el barco" en 1972.
- Otra versión del tema fue interpretada por la banda Cake como tema principal del álbum "For The Kids", un CD cuyas ventas sirvieron para la fundación "Save The Music". A través de VH1 el tema también apareció en el álbum B-Sides and Rarities
- Jamster regrabó la canción y la dotó de animación con dos monstruos de color naranja y uno púrpura ocultos en botes de basura y la intituló Manah Manah o Mah-Na Mah-Na, por los Monstruos o Les gentils Monstres (Los monstruos gentiles).

### Otras tomas
- Formó parte de la base musical del éxito de 1997 "No Way No Way" de la banda Vanilla.
- Pato Fu un grupo pop brasileño usó la melodía de Mahna mahna como la base de su canción "Made in Japan"(Hecho en Japón) en lugar de la letra ya conocida.
- That Handsome Devil, un grupo de música Punk de Boston la usó en su canción "Hey White Boy"
- En Ecuador, el artista guayaquileño Rubén el Rey, lanzó una versión rapera de Maná maná en 1993. Fue también el primer videoclip en Ecuador en usar animaciones.

### En televisión y radio
- La canción fue usada en el Show de Benny Hill de manera recurrente. Usualmente formó parte de un popurrí que contenía los temas Gimme dat Ding, un arreglo especial del tema de Beethoven; Fur Elise y el conocido Yakety Sax.
- En el 2004 un programa de música infantil en la WEFT ubicada en Chicago Illinois llamado Mahna Mahna la usó como tema.
- La canción ha sido interpretada por Gareth Keenan (MacKenzie Crook), David Brent (Ricky Gervais) y Ben (Ben Bradshaw) en el primer episodio de la segunda serie del programa de la BBC, The Office.
- La canción fue usada para presentar una bebida de vainilla de la marca Dr Pepper.
- A nivel mundial ha sido usada también para la promoción comercial.
- En los años 60 en México, esta canción identificaba el sketch de un personaje conocido como "Bartolo Taras", interpretado por el cantante mexicano Enrique Guzmán, dentro de los programas de tv "El show de Silvia y Enrique" y "Bartolo".
- En México se utilizó en un comercial de Isodine para promocionar su enjuage Bucal.
- En Argentina y Chile se utilizó en una serie de publicidades de una empresa chilena de pastas llamada Luchetti. Específicamente, se remplaza la estrofa "Mahna Mahna" por "Mamá mamá", y luego en vez de "Doo, doo, doodoodoo" se menciona "Lu-Lu-Luchetti"
- En Argentina también fue utilizada en la serie Casi ángeles en su tercera temporada como parte cómica del episodio número 8.Etiqueta del enlace
- La canción es usada actualmente en los comerciales de Sanborns en México
- En la serie de televisión One Tree Hill, es cantada por Nathan Scott.
- En Ecuador la cadena de electrodomésticos Artefacta utilizó la canción por el día de las Madres
- En el Tráiler de Poppy Playtime 4 en la canción del Personaje Doey se utilizó la canción pero mas diferente

### En cortometraje
- El corto de humor negro "Tune for Two" (Tonada para dos), escrito y dirigido por Gunnar Järvstad y producido por Primodrom en 2011, utiliza la canción como vínculo entre un hombre a punto de ser ejecutado y su asesino; antes de morir comienza a cantar el coro "titiririri" a lo que su ejecutor se une al canto respondiendo "mahnamahna".

### En Internet
- 'Reflexiones de Repronto', el vídeoblog encabezado por Raúl Minchinela en el que se lanzan insólitas preguntas y respuestas en torno a la cultura pop, realizó en su primer capítulo una disquisición sobre la pornografía y la televisión infantil, encontrando en el caso de la trayectoria de la canción «Mah-nà mah-nà» un ejemplo de contenido erótico que ha terminado siendo contenido infantil.